# Nicu Popescu
Nicolae Popescu, detto Nicu (Chișinău, 25 aprile 1981), è un politico moldavo, ministro degli Affari esteri e dell'integrazione europea di Moldova nel governo Sandu, dapprima per un primo mandato dal giugno a novembre 2019 e in seguito nuovamente dal 6 agosto 2021 al 29 gennaio 2024 in concomitanza con la nomina a vice primo ministro.